# Eileithýia
Eileithýia byla v řecké mytologii bohyně porodu. Je dcerou nejvyššího boha Dia a jeho manželky Héry.
Podle pozdějších bájí bylo žen toho jména více a pomáhaly Héře, která jako ochránkyně manželství sesílala ženám šťastný porod. Někdy dokonce s Hérou splývají nebo Héra sama je nazývána Eileithýí.
Héra v několika případech zasáhla do práce Eileithýie, například zabraňovala jí při pomoci bohyni Létó, když přiváděla na svět syna Apollóna. Nebo Héra způsobila, že Héraklés se nenarodil jako první toho dne, kdy věštba bohyně Áté slibovala prvnímu novorozenci vládu nad všemi muži. Místo toho uspíšila příchod na svět Eurystheovi, kterému později musel Héraklés sloužit a splnit pro něho řadu zdánlivě nesplnitelných úkolů.